# Хлудов, Василий Алексеевич
Василий Алексеевич Хлудов (1841—1913) — русский предприниматель, землевладелец, меценат, член правления Егорьевской бумагопрядильной фабрики, основатель парка «Ривьера» в городе Сочи.

## Биография
Родился 16 февраля 1841 года у супругов Алексея Ивановича Хлудова и Евдокии Яковлевны Щербаковой (Хлудовой). Из купеческой династии Хлудовых.
Окончил Петропавловское мужское  училище, так же естественный и медицинский факультеты Императорского Московского Университета. В течение двух лет являлся слушателем лекций по химии в Гейдельбергском университете.
После смерти отца Василий Алексеевич получил в наследство доходные дома в Ильинке, а так же солидный капитал, на часть из которого выкупил обширные земляные наделы на Черноморском побережье Кавказа в районе посада Сочи. Границы землевладения проходили от правого берега реки Сочи до левого берега реки Псахе. В 1883 году после покупки имения «Раздольное» принадлежавшего купцу 1-й гильдии Николаю Николаевичу Мамонтову площадь его владений составляла 1284 десятин и постепенно увеличивалась. На этой территории Хлудовым была организованна сельскохозяйственная экономия. Местность получила название «Хлудовская экономия», позже «Хлудовская сторона». Хлудовым были заложены сельскохозяйственные угодья (фруктовые сады, виноградник, табачные плантации) построен винный завод. Проложены дороги. Закупалось современное сельскохозяйственное оборудование. В освоение данной местности Хлудовым было вложено более полутора миллионов рублей. Вот как описывает экономию журнал «Русский вестник» за 1894 год.
Первое место в ряду культурных начинаний и притом не только в Сочи, но и на всем побережье принадлежит саду и винограднику имения «Раздолье», принадлежащего В. А. Хлудову и расположенного в 4 верстах от посада. Трудно себе представить что-либо более широкое и грандиозное и по замыслу, и по исполнению. Общая поверхность имения 1900 десятин. Сад фруктовый разведён на пространстве 120 дес., виноградник занимает 90 дес., деревьев в саду — 35 тысяч. Вина получено в первый год плодоношения (1893) 4500 ведер, ожидается в 1894 — 6500 ведер. Затрачено с 1882 года, когда имение куплено, свыше 1,6 млн руб. Посреди сада — питомники тропических, декоративных, хвойных и самых редких оранжерейных растений. В.А. Хлудов, не жалея денег, выписывает интересные растения со всех концов земного шара и обладает многими, единственными в своем роде коллекциями. В ботаническом отношении здесь собраны большие богатства.
В 1898 году Хлудовым был заложен парк, который в более позднее время приобрел свою известность под названием «Парк Ривьера».
Из — за неприспособленности привозных сортов виноградной лозы и фруктовых деревьев к климатических особенностям местности, предприятие терпело некоторые убытки.

После неудачных вложений капиталов в акционерное общество «Сталь», Хлудов был вынужден продать сочинское имение государству. 
Хлудова вспоминают как разносторонне развитого человека. Он владел тремя иностранными языками, часто путешествовал по Европе, был большим знатоком музыки, прекрасно играл на фортепиано, импровизировал на органе. Интересовался металлургией, медициной, биологией, эндокринологией, садоводством, теоретической механикой, астрономией. В его московском доме имелась химическая лаборатория, в которой он занимался разработкой новых методов получения анилиновых красителей, так же возле дома была создана большая каменная печь, в которой испытывались новые методы выплавки металлов.
Умер 26 февраля 1913 года, похоронен в Покровском монастыре города Москва.

## Семья
Супруга Нина Флорентьевна Перлова (Хлудова) (1863—1931)

### Дети
- Флорентий Васильевич Хлудов (1881—1937)
- Иван Васильевич Хлудов (1884—1939)
- Елисавета Васильевна Хлудова (1885—1889)
- Алексей Васильевич Хлудов (1887—1958)
- Вера Васильевна Хлудова (Кулакова) (1889—1953)
- Сергей Васильевич Хлудов (1896—1958)[11][12][13][14]

## Память
В Москве сохраняется объект культурного наследия федерального значения «Особняк Василия Хлудова».
Сохранен единственный в России орган работы Фридриха Ладегаста, подаренный в 1886 году Василием Хлудовым Московской консерватории. Находится в Музее музыки в Москве (в фойе второго этажа).
В парке «Ривьера» города Сочи открыт памятник.
До 2009 года в городе Сочи сохранялся оригинальный памятник архитектуры выполненный в стиле древнерусского зодчества с элементами модерна «Дача Хлудова». После проведенной реставрации, памятник был восстановлен из современных материалов, но со значительным отступлением от первоначального проекта.